# Вашакидзе, Тарас Давидович
Тарас Давидович Вашакидзе (груз. ტარას დავითის ძე ვაშაკიძე) (1873 — 1937) — русский и грузинский военный  деятель,  полковник (1916); генерал-майор (1918). Герой  Первой мировой войн, участник  Гражданской войны.

## Биография
В службу вступил  в 1893 году вольноопределяющимся в Черноморский 149-й пехотный полк после окончания Кутаисского городского училища. В 1895 году после окончания Тифлисского военного училища по II разряду произведён в подпрапорщики и выпущен в  Дербентский 154-й пехотный полк. В 1897 году произведён  в подпоручики, в 1901 году в поручики, в 1905 году в штабс-капитаны, в 1913 году в капитаны — командир 14-й роты  154-го Дербентского пехотного полка.

С 1914 года участник Первой мировой войны во главе своей роты. В 1916 году произведён в подполковники и полковники — командир батальона и старший офицер 154-го Дербентского пехотного полка. Активный участник Сарыкамышской операции. Высочайшим приказом от 7 января 1916 года за храбрость награждён Орденом Святого Георгия 4-й степени: 
За то, что в бою под Сарыкамышем, произведя накануне разведку неприятельского расположения, при общем наступлении 22-го декабря 1914 года, со своей ротой зашёл в тыл отступавшим частям 9-го турецкого корпуса и удачными действиями своей роты взял в плен командующего этого корпуса Исхан-пашу со всем его штабом
После Октябрьской революции с 1918 года служил в войсках Грузинской республике, генерал-майор — командующий войск Абхазии и генерал-губернатор Туапсе. С 1921 года работал в народном комиссариате финансов.

## Награды
- Орден Святого Станислава 3-й степени  (ВП 19.02.1906)
- Орден Святой Анны 3-й степени с мечами и бантом (ВП 12.10.1915)
- Орден Святого Станислава 2-й степени  с мечами (ВП 12.10.1915)
- Орден Святой Анны 2-й степени с мечами (Мечи — ВП 29.03.1916)
- Орден Святого Георгия 4-й степени (ВП 07.01.1916)
- Орден Святого Владимира 4-й степени  с мечами и бантом (ВП 18.05.1916)
- Высочайшее благоволение (ВП 09.08.1916)